# Christian Topalov
Christian Topalov, né le 29 avril 1944 à Trojan, Bulgarie, est un sociologue et historien français. Directeur de recherche au CNRS, chercheur au Centre de sociologie urbaine de 1968 à 2008 et au Centre Maurice-Halbwachs depuis 2008, il est également directeur d'études cumulant à l'École des hautes études en sciences sociales (EHESS) et coresponsable avec Michel Offerlé de la formation de master « Enquêtes, terrains, théories » (EHESS-ENS).

## Biographie
À Paris, après des études secondaires à l'école Decroly à Saint-Mandé, il fait des études de philosophie, puis de sociologie et de sciences économiques à la Sorbonne et à l'EHESS. Il participe notamment à l'enquête d’Edgar Morin sur la commune de Plozévet en 1965, avant d'intégrer sur contrat le Centre de sociologie urbaine en 1968. Il soutient en 1973 une thèse de sociologie sur les promoteurs immobiliers sous la direction d'Alain Touraine à l'université Paris-V, où il sera également docteur d'État ès lettres et sciences humaines en 1985. Sa thèse d'État, dirigée par Jacques Lautman, prend pour objet l'évolution des formes de la propriété du logement en France sur la longue durée (du XIe au XXe siècle), étude dont sera issue l'ouvrage Le logement en France : histoire d'une marchandise impossible en 1987.
Rattaché à l'école française de sociologie urbaine marxiste (Manuel Castells, Francis Godard, Jean Lojkine, Edmond Préteceille, Susanna Magri...), socio-économiste de la rente foncière urbaine et de la production capitaliste du logement jusqu'au milieu des années 1980, animateur des études urbaines à l'EHESS, où il dirigeait le séminaire « La ville des sciences sociales » avec Bernard Lepetit de 1989 à 1996 ; il travaille depuis sur la sociologie des champs réformateurs (en) et scientifiques au tournant du XXe siècle aux États-Unis, au Royaume-Uni et en France (naissance de l'urbanisme moderne, naissance du chômeur comme catégorie d'action publique, par les méthodes de l'analyse de réseaux et de la prosopographie), sur l'histoire sociale et la sociologie des sciences sociales (recherches sur l'objet « quartier » dans les sciences sociales sur la période 1920–1980, enquêtes sur Charles Booth, Maurice Halbwachs, la tradition sociologique dite de l'École de Chicago), et coordonne avec Jean-Charles Depaule le projet de recherche « Les mots de la ville » (UNESCO) portant sur les lexiques qui organisent les classifications des villes et des territoires qui les composent (analyses de corpus écrits et enquêtes socio-linguistiques, dans une perspective comparatiste et sur la longue période).

## Responsabilités administratives et scientifiques
- Responsable des questions du logement à la commission Cadre de vie du Parti communiste français à la fin des années 1970, avec François Ascher.
- Membre du comité de rédaction de la revue Espaces et Sociétés de 1973 à 1980.
- Membre du comité de rédaction de la revue Actuel Marx de 1986 à 1988.
- Cofondateur et membre du comité de rédaction de la revue Genèses depuis 1990.
- Membre du conseil scientifique du département (CSD) Sciences de l'Homme et Société du CNRS depuis 2006[4].

## Publications

### Ouvrages
- Les promoteurs immobiliers : contribution à l’analyse de la production capitaliste du logement en France, Paris, La Haye-Mouton, 1974.
- Se loger en liberté : propositions pour une politique démocratique et sociale de l'habitat, Paris, Éditions Sociales, 1978.
- Estruturas agrárias brasileiras, Rio de Janeiro, Francisco Alves, 1978.
- La urbanización capitalista. Algunos elementos para su análisis, Mexico, Edicol, 1979.
- Le profit, la rente et la ville : éléments de théorie, Paris, Economica, 1984.
- Le logement en France ; histoire d’une marchandise impossible, Paris, Presses de la Fondation nationale des sciences politiques, 1987.
- Naissance du chômeur, 1880-1910, Paris, Albin Michel, 1994.
- Histoires d'enquêtes : Londres, Paris, Chicago (1880-1930), Paris, Classiques Garnier, 2015.

### Direction d'ouvrages
- Villes ouvrières, 1900-1950, (dir.), avec Susanna Magri, Paris, L’Harmattan, 1989.
- Laboratoires du nouveau siècle. La nébuleuse réformatrice et ses réseaux en France (1880–1914), (dir.), Paris, Éditions de l’EHESS, 1999.
- La ville des sciences sociales, (dir.), avec Bernard Lepetit, Paris, Belin, 2001.
- Les divisions de la ville, (dir.), Paris, éd. de la Maison des sciences de l’Homme-UNESCO, 2002.
- L'aventure des mots de la ville, (dir.), avec Laurent Coudroy de Lille, Jean-Charles Depaule et Brigitte Marin, Paris, Robert Laffont, 2010.
- Maurice Halbwachs, Écrits d'Amérique (édition établie et présentée par Christian Topalov), Paris, Éditions de l'EHESS, 2012.
- Philanthropes en 1900. Londres, New York, Paris, Genève, Paris, Creaphis, 2020.

### Rapports de recherche
- Les promoteurs immobiliers, 1-Introduction à une recherche sociologique, 2-Essai d'analyse sociologique, 3-Annexes, Paris, CSU, 1968-70, 3 vol.
- Jean-Jacques Chapoutot, Easy builder : Simulation jouée de la promotion immobilière, (en collaboration avec Christian Topalov), Paris, CSU, 1972.
- Jean-Jacques Chapoutot, Super Builder : Simulation jouée des rapports entre financiers et promoteurs immobiliers dans un marché en crise, (en collaboration avec Christian Topalov), Paris, CSU, 1972.
- Capital et propriété foncière : Introduction à l'étude des politiques foncières urbaines, Paris, CSU, 1973.
- La promotion immobilière privée en région parisienne : Documents pour l'étude comparative des modes de production du logement, Rapport au Commissariat Général du Plan, Paris, CSU, 1973.
- Expropriation et préemption publique en France, 1950-1973 : Documents pour l'étude comparative des politiques foncières urbaines, Rapport au Commissariat Général du Plan, Paris, CSU, 1974.
- avec Serge Varague et François Ascher, Urbanisme monopoliste, urbanisme démocratique, Paris, Centre d'études et de recherches marxistes, 1974.
- Tous propriétaires ! Propriété du logement et classes sociales en France depuis 1950, Paris, CSU, 1981.
- Aux origines de l'assurance chômage : L'État et les secours de chômage syndicaux en France, en Grande-Bretagne et aux États-Unis, Paris, CSU, Rapport au Commissariat Général du Plan, 1985.
- Architecture et politique sociale : Europe - États-Unis, 1914-1925, avec Susanna Magri, Paris, CSU, 1987.
- Naissance de l'urbanisme moderne et réforme de l'habitat populaire aux États-Unis, 1900–1940,Paris, CSU,  Rapport au Plan Urbain, 1988.
- Indemnisation du chômage et construction de la catégorie de chômeur. Étude comparative France, Grande-Bretagne, États-Unis (1900-1940). Paris, CSU, 1990.
- Efi Markou, Aux origines de la fonction "études" :  la Délégation Générale à l’Équipement National (1941-1944), la Direction Générale de l'Urbanisme et de l'Habitation (1947-1949) et les experts extérieurs (sous la responsabilité scientifique de Christian Topalov), Paris, CSU, 1994.
- Un glossaire français - anglais de l’urbanisme, de l’aménagement et de la gestion urbaine, (dir.), Paris, MOST/UNESCO et CNRS, Rapport pour le Ministère des Affaires étrangères, Direction générale des relations culturelles, scientifiques et techniques, 1998.
- Les constructions savantes du quartier (France, Grande Bretagne, États-Unis), Paris, CSU, 2003.